# Rob Lowe
Robert Hepler (Rob) Lowe (Charlottesville (Virginia), 17 maart 1964) is een Amerikaans acteur bekend van onder andere de televisieserie The West Wing, waarin hij de rol van Sam Seaborn vertolkte. Hij is een van de leden van de Brat Pack.

## Biografie

### Jonge jaren
Rob Lowe werd op 17 maart 1964 geboren in Charlottesville (Virginia) als zoon van Charles Lowe en Barbara Hepler. Waarschijnlijk had hij als baby de mazelen en werd hij hierdoor doof in zijn rechteroor. Hij groeide op in Dayton (Ohio) en Los Angeles. Lowe heeft één broer (de acteur Chad Lowe, 1968), en een jongere halfbroer uit zijn vaders tweede huwelijk (Justin). Zijn carrière begon toen hij acht jaar was, met zijn verschijning op de lokale televisiezender en het zomertheater (summer stock). Na de scheiding van zijn ouders verhuisde Lowe met zijn moeder en broer naar Los Angeles waar hij, samen met onder anderen Emilio Estevez, onderwijs aan de Santa Monica High School volgde.

### Start van de carrière
In 1979 kreeg Lowe een rol in de televisieserie A New Kind of Family. Hierin vertolkte hij de rol van Tony Flanagan. De serie stopte al na elf afleveringen. Zijn naam bleef echter hangen toen de media hem opmerkten en hem vergeleken met de opkomende leden van de Brat Pack. Samen met Judd Nelson, Mare Winningham, Anthony Michael Hall, Demi Moore, Andrew McCarthy, Molly Ringwald, Emilio Estevez en Ally Sheedy behoorde hij tot de negen originele leden van de Brat Pack.
Na een aantal televisiefilms gedaan te hebben, waar hij in 1983 zijn eerste Golden Globe-nominatie aan overhield voor de film Thursday's Child, verscheen Lowe in 1983 samen met onder andere Matt Dillon, Patrick Swayze, Emilio Estevez en Tom Cruise in de door Francis Ford Coppola geregisseerde film The Outsiders. Het jaar daarop kreeg hij de hoofdrol in de film The Hotel New Hampshire, naast Jodie Foster, Paul McCrane en Beau Bridges. In 1985 speelde Lowe, op Hall en Ringwald na, met zijn mede-"packers" in de film St. Elmo's Fire. Voor deze film won Lowe zijn eerste prijs: een Razzie Award voor slechtste mannelijke bijrol. Onder andere door zijn uiterlijk werd Lowe een van de populairste leden van de Pack. Tussendoor speelde Lowe in minder noemenswaardige producties. In 1988 kreeg Lowe zijn tweede Golden Globe-nominatie. Ditmaal voor de film Square Dance uit 1987.

### Seksschandalen
In 1988 liep zijn populariteit echter ernstige schade op toen er een video verscheen waarop Lowe zichzelf filmde terwijl hij seks had met twee meisjes, van wie er één minderjarig bleek te zijn. Dit gebeurde in Atlanta, waar Lowe de Democratic National Convention van 1988 bijwoonde. Lowe beweerde dat hij niet wist dat ze minderjarig was, wat bevestigd werd door de portier van de bar waar ze elkaar ontmoetten. Ze had ook gelogen om de bar binnen te komen. Hiervoor heeft Lowe een taakstraf van twintig uur in Dayton uitgevoerd.
Rond dezelfde tijd werd een uitgelekte homevideo, waarin Lowe te zien was met een model, genaamd Jennifer, en een vriend, Justin Morris, terwijl zij een trio deden in een hotelkamer in Parijs, commercieel op de markt gebracht. Dit was een van de eerste seksvideo's met beroemdheden die commercieel verkocht werd. Beide video's brachten Lowes carrière veel schade toe.
Na deze schandalen liet Lowe zich behandelen in een kliniek voor alcohol- en seksverslaving. Nadat de schandalen in de vergetelheid waren geraakt leefde de carrière van Lowe weer op. Dit komt mede omdat hij tijdens een optreden als host van Saturday Night Live de spot drijft met zijn onverantwoordelijke gedrag. In een van zijn optredens met de kerkvrouw (church lady), gespeeld door Dana Carvey, belooft deze om tijdens het interview haar mond te houden over de seksvideo's. Als tegenprestatie krijgt Lowe van haar live op tv billenkoek. Als Lowe aan het einde van de sketch ook billenkoek krijgt, blijkt dat hij hier, tot ongenoegen van de kerkvrouw, seksueel opgewonden van raakt. Ze begint uit te roepen dat Satan verdreven moet worden uit de billen van Lowe, waarop Lowe tegen de reporters zegt: "Ik vind het heerlijk om billenkoek te krijgen. Ik vind het gevoel van een gloeiende kont zo lekker".
In 1989 zong hij tijdens de Academy Awards samen met de band Snow White het nummer Proud Mary, wat geen succes was.

### Tweede impuls
Zijn rol in de film Bad Influence uit 1990, waarin hij een schurk neer moest zetten, bracht Lowe weer positief in de schijnwerpers. In 1992 maakte hij zijn Broadway-debuut in het stuk A Little Hotel on the Side. De rollen die hij aangeboden kreeg verbeterden en in datzelfde jaar verscheen Lowe in Wayne's World. Voor zijn vertolking van de doofstomme Nick Andros in het als miniserie verfilmde boek The Stand (Stephen King) kreeg Lowe zeer lovende kritieken. Hierna verdween Lowe tijdelijk achter de camera, waar hij in 1994 de western Frank & Jesse produceerde. In 1997 schreef en regisseerde hij de televisiefilm Desert's Edge. Ook in 1997 vertolkte hij de rol van de rechtse leider van een christelijke beweging in de film Contact. Hij was ook een van de gegadigden voor de rol van Cal Hockley in de film Titanic, maar de rol ging uiteindelijk naar Billy Zane. In de film Austin Powers: The Spy Who Shagged Me (1999) imiteerde hij de stem van Robert Wagner voor de rol van Young Number Two.
In 1999 was Lowe sinds lange tijd weer regelmatig op de televisie te zien toen hij de rol van waarnemend hoofd communicatie Sam Seaborn kreeg in de NBC-hit-serie The West Wing, over het leven van President Bartlett. In principe zou de serie om zijn rol draaien, die dan ook centraal stond in de pilotaflevering, maar de kritieken voor de complete cast waren zo lovend, dat er een verschuiving is gemaakt in de rolverdeling. In 2000 en 2001 ontving Lowe hiervoor Golden Globe-nominaties in de categorie "beste acteur" en in 2001 kreeg hij in dezelfde categorie ook een Emmy Award.
In 2002 verliet Lowe echter de serie omdat hij het niet eens kon worden over zijn rol en salaris. Hij wilde een prominentere rol in de serie met bijbehorend salaris dan NBC hem wilde geven. Hoewel de andere acteurs en vooral Martin Sheen hem in de serie probeerden te houden werd in februari 2003, eerder dan verwacht, de aflevering met zijn vertrek uitgezonden. Hij keerde nog twee keer terug tijdens de laatste afleveringen van de serie. Hierna was hij te zien in de serie Lyon's Den, waar hij een idealistische procureur speelt, die uit de schaduw van zijn vader, die senator is, probeert te komen. De serie flopte en werd na 13 afleveringen van de tv gehaald. Hetzelfde gebeurde met de serie Dr. Vegas, die ook door Lowe geproduceerd werd. Deze stopte na tien afleveringen wegens gebrek aan succes. In 2005 speelde Lowe de rol van Luitenant Daniel Kaffee in de theaterproductie van Aaron Sorkins stuk A Few Good Men op West End Londen. In 2006 werd bekend dat Lowe een terugkerende rol zou krijgen in de serie Brothers & Sisters.
In 2000 was Lowe de eerste mannelijke woordvoerder op de Lee National Denim Day-fondsenwerving, waarbij enkele miljoenen dollars werden opgehaald voor onderzoek en onderwijs binnen het gebied van borstkanker. Zowel zijn overgrootmoeder als zijn grootmoeder hebben de ziekte gehad en in 2003 is zijn moeder eraan bezweken.
In 2005 was Lowe een van de gegadigden voor de rol van Dr. Derek Shepard in de serie Grey's Anatomy. Patrick Dempsey kreeg de rol echter.
In 2013 speelde Lowe een opvallende rol als de kwaadaardige plastisch chirurg dr. Jack Startz in de succesvolle film over de laatste tien jaar van het leven van de pianist en entertainer Liberace, Behind the Candelabra.
In 2015 kreeg Lowe een ster op de Hollywood Walk of Fame.

## Privé en gezin
Lowe is getrouwd en heeft twee zoons. Hij is doof aan zijn rechteroor.

## Nominaties en prijzen
Hieronder de nominaties voor prijzen die Lowe heeft gekregen. Wanneer een nominatie goud gekleurd is, heeft Lowe deze prijs ook gewonnen.